# Sorgue (Vaucluse)
Pour les articles homonymes, voir Sorgue.
Ne doit pas être confondu avec la Sorgues, rivière dans l'Aveyron
La Sorgue (à ne pas confondre avec la Sorgues, dans l'Aveyron) est une rivière française issue de la fontaine de Vaucluse qui est la plus importante exsurgence de la France métropolitaine.
La Sorgue se partage d’abord en deux en amont de L'Isle-sur-la-Sorgue au niveau du partage des eaux. Elle crée dès lors le « bassin des Sorgues » à partir de deux grands bras, la Sorgue de Velleron et la Sorgue d'Entraigues. Ceux-ci se subdivisent en plusieurs dizaines de cours aux noms différents : Sorgue de Monclar, Sorgue du Pont de la Sable, Sorgue du Travers, Sorgue du Moulin-Joseph, Sorgue de la Faible, Sorgue des Moulins, Sorgue du Trentin, etc.
Tous s’écoulent dans la plaine des Sorgues (entre L'Isle-sur-la-Sorgue et Avignon). Les bras principaux d'Entraigues et de Velleron se rejoignent et se jettent dans l'Ouvèze à Bédarrides. Le canal de Vaucluse (3e bras principal), se sépare de la Rode, déviation de la Sorgue d'Entraigues, au lieu-dit « Les Sept Espassiers » pour se diriger vers Avignon. Il entre dans la ville où il reprend son nom de Sorgue dans la rue des Teinturiers et se jette ensuite dans le Rhône.

## Histoire

### Préhistoire et Antiquité
Quelque 10 000 ans avant notre ère, la Durance se jetait dans le Rhône, non pas en aval, mais en amont d'Avignon. Son cours partait de Cheval-Blanc pour se diriger vers Vedène, coupant le lit actuel de la Sorgue et rejoignait le fleuve au nord du rocher des Doms. Seuls émergeaient alors la colline de Thouzon et l'oppidum d'Entraigues. Cela a été mis en évidence par des forages à Saint-Saturnin-lès-Avignon, Jonquerettes et Entraigues-sur-la-Sorgue qui ont révélé un épandage alluvial typiquement durancien sur plusieurs mètres d'épaisseur dans toute la plaine de la Sorgue.
La Sorgue avait trouvé son lit actuel du temps de Strabon puisque celui-ci note dans son Histoire en 43 volumes :

« Le Soulgas (la Sorgue) rejoint le Rhodanos (le Rhône) près d'Oundalon (Le Mourre-de-Sève, près de Sorgues) là où Cn. Ahenobarbus, au cours d'un grand combat, mit en déroute des dizaines de milliers de Celtes. »

La Sorgue, en grec ancien, était donc appelée Σούλγας( /sulgas/ ). Son nom varia peu sous les Romains puisque Pline l'Ancien cite la résurgence en la désignant comme la nobilis fons Sorgæ.
La colonisation romaine permit la construction d'aménagements durables. Le premier fut l'aqueduc dont on voit encore des vestiges près de la source et qui devait se continuer jusqu'aux portes d'Avenio. Des travaux furent entrepris en plaine afin de drainer les zones marécageuses et de répartir l'eau pour son utilisation tant sanitaire (thermes) qu'agricole (irrigation).

### Moyen Âge
L'importance du débit de la rivière et de ses différents bras incita des villes à protéger leurs fortifications par des douves alimentées par ces eaux. Ce fut le cas d'Avignon, dès le Xe siècle avec le Canal de Vaucluse, puis de l'Isle, au XIIe siècle, dont la première enceinte fut cernée par la Sorgue.
Le droit de pêche était libre dans les rivières publiques, c’est-à-dire navigables, comme le Rhône, la Durance et la Sorgue quand, en 1271, Giraud IV Amic, seigneur du Thor, fit dresser l'inventaire de ses droits, il avait trois pêcheries sur la Sorgue dont il se réservait la moitié des poissons.
Sur l'actuelle commune du Pontet, à Réalpanier, dès 1296, furent installées des blanchisseries puis des moulins à partir de 1317.
Dès 1339, Vaucluse fut le séjour privilégié de Pétrarque. C’est là que l’éternel amoureux de Laure vint régulièrement écouter « la voix enrouée des eaux ». Le poète explique que ce fut son séjour de prédilection :

« La très illustre source de la Sorgue, fameuse par elle-même depuis longtemps, est devenue plus célèbre encore par mon long séjour et par mes chants. »

— Pétrarque, Senil, X, 2.

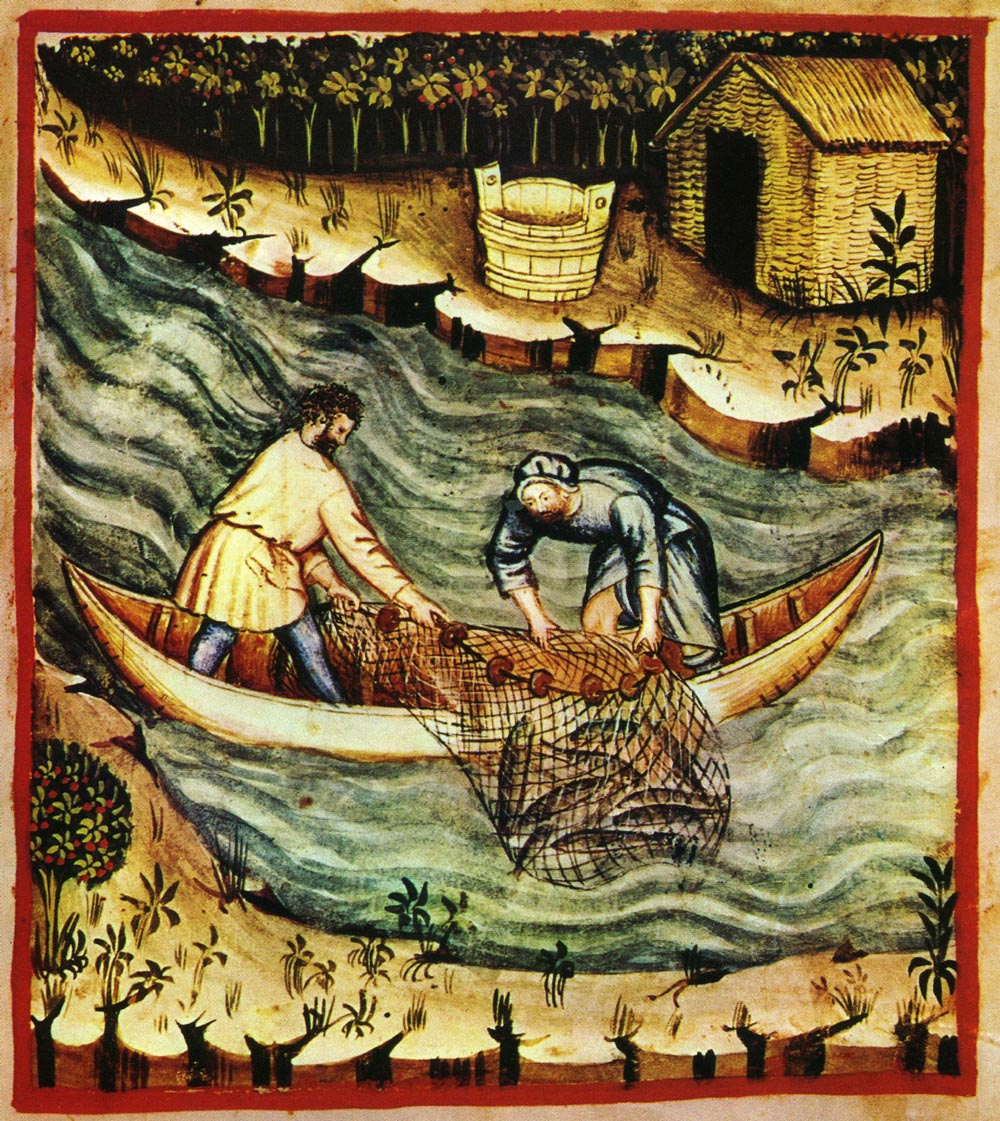
Pêche au filet
Tacuinum sanitatis (1474),
Paris, Bibliothèque nationale, Ms. lat. 9333.

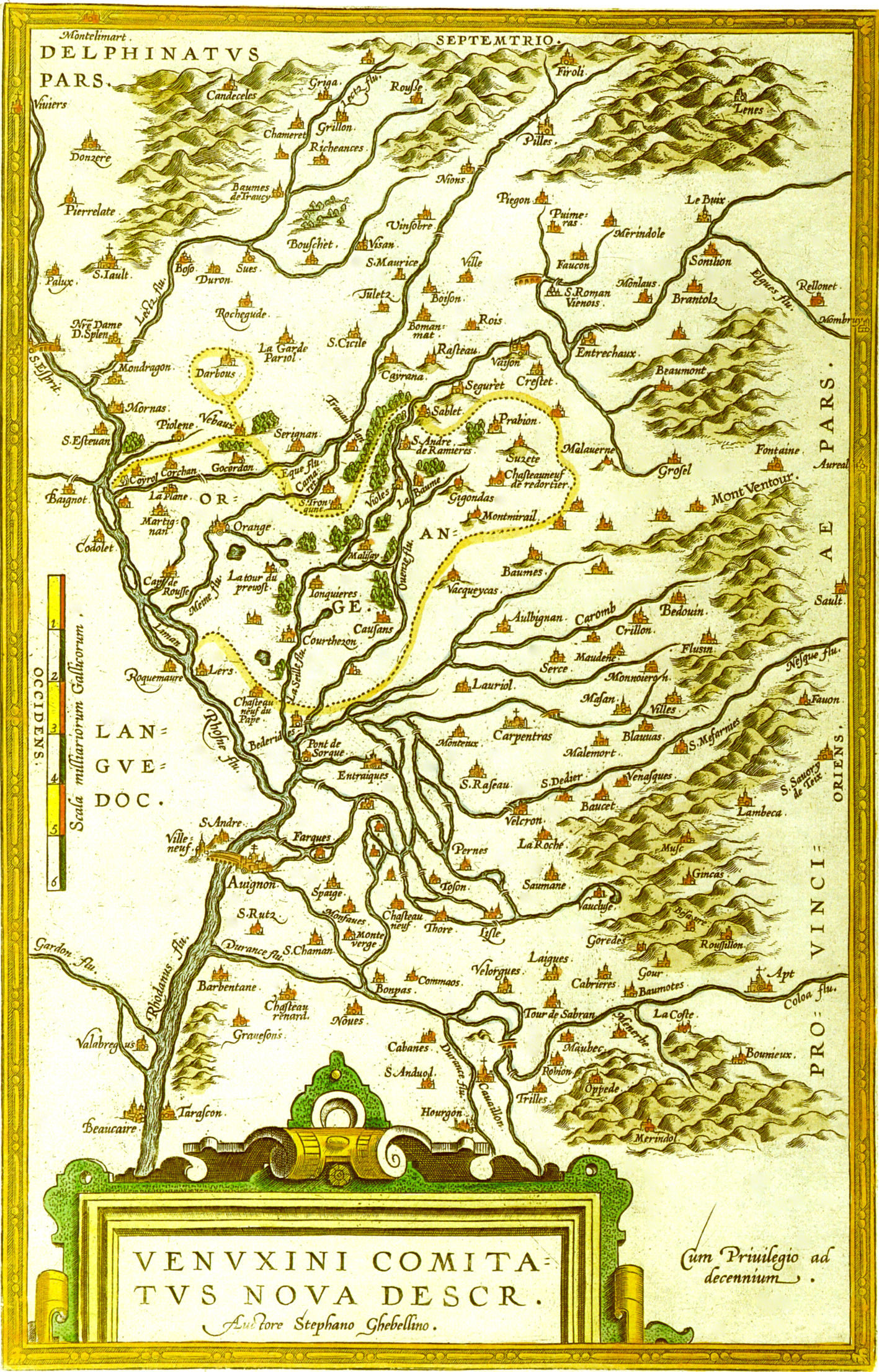
Le réseau des Sorgues représenté sur la carte du Comtat Venaissin gravée par Stephano Ghebellino (vers 1580).

Ce fut là, que son serviteur, Raymond Monet, lui apprit l’art de pêcher les écrevisses, les ombles et les truites.
Lors du premier retour de la papauté en Italie, afin d'éviter la récession économique, une bulle pontificale daté du 18 mars 1368 et signée à Rome par Urbain V conseillait à Philippe de Cabassolle, recteur du Comtat Venaissin et gouverneur d'Avignon, d'accorder libertés et privilèges aux meuniers s'installant sur les rives de la Sorgue et de la Durance.
Si le droit de pêche était libre, celui d'avoir des moulins était plus restrictif. En 1404, Odon de Villars, lors de son acquisition du fief du Thor, se fit confirmer son monopole sur « les molins tant à bled que foulons » et l'interdiction qu'avaient « tous autres d'en faire construire au même endroit » ou d'en dériver les eaux.
Les eaux de la Sorgue, à l'intérieur d'Avignon, permirent à partir de 1440 de travailler la soie. Plusieurs ateliers sont connus dont ceux des Catalani, des Gilardi et de Jacques Rovago qui pratiquaient filage et tissage. Cet artisanat prit une ampleur « nationale » au siècle suivant.

### Renaissance
Dès le début du XVIe siècle, « l'art de la soie » devint la grande affaire à Avignon. Mais la cité papale, ville étrangère au royaume de France, devait payer des droits de foraine pour toutes marchandises exportées hors de ses murs. François Ier, qui appréciait cette production et qui avait emprunté 25 000 livres à la ville, donna d'abord aux Avignonnais le statut de « régnicoles » en 1535, puis les exempta de la foraine en 1544 pour le prix de sa créance. Six ans plus tard, la ville comptait 57 ateliers de soierie et de velouterie. Seule la peste de l'été 1580 put mettre un terme provisoire à cet essor.
Il retrouva pourtant tout son lustre au XVIIe siècle puisque le travail de la soie (passementiers, veloutiers, taffetassiers) devint l'activité essentielle dans Avignon avec 31 % des métiers recensés. D'autant qu'à cette manne vint s'ajouter la fabrication d'indiennes et que les ateliers d'indienneurs et teinturiers se multiplièrent.
Lors des guerres de religion, le Comtat Venaissin fut ravagé par le baron des Adrets. En septembre 1562, les Islois parèrent à la menace qu'il faisait planer sur leur ville en creusant des fossés qui permirent d'inonder la campagne environnante « à portée de canon par le moyen de l'eau de Vaucluse ».
Un nouveau seigneur du Thor, Rostaing Cadard, qui possédait déjà le « Moulin Brun », se fit construire, en 1576, un nouveau moulin qui le jouxtait. Le même, le 17 février 1617, donna autorisation aux consuls du Thor pour :

« Dévier les eaux du Réal de Monclar et de la Sorgue du Trentain pour y faire croître les herbes au moyen desdites eaux. »

Un de ses successeurs, Vincens Cadard d'Ancézune, le 1er janvier 1639, fit publier un règlement de police qui notifiait, entre autres, cette règlementation :

« Il est interdit de vendre des poissons et écrevisses de la Sorgue à des étrangers tant qu'ils n'auront pas été exposés pendant une heure sur la place publique du Thor. »

### Période moderne
Ces chicaneries nobiliaires restaient étrangères à Avignon, qui grâce aux eaux pures de la Sorgue, avait continué à développer son industrie de la soie pour arriver à une « trop grande prospérité », comme le jugèrent alors les soyeux de Lyon. Il faut souligner qu'en 1715, année de la mort de Louis XIV, il y avait 1 600 métiers battants. La pression qu'ils exercèrent au niveau du pouvoir royal fut telle qu'en 1732, le nombre de métiers chuta à 415 et deux ans plus tard, il n'en était plus dénombré que 280. À la vindicte des Lyonnais s'était ajoutée celle des soyeux de Nîmes puis de Tours. La concurrence entre ces grands centres de la soie fut réglée par le Concordat du 11 mars 1734. Ce qui permit à Avignon de voir son industrie se maintenir avec 467 métiers en 1746, puis 550 en 1755. Puis, elle put retrouver son plus haut niveau en 1786 avec 1 605 métiers battants.

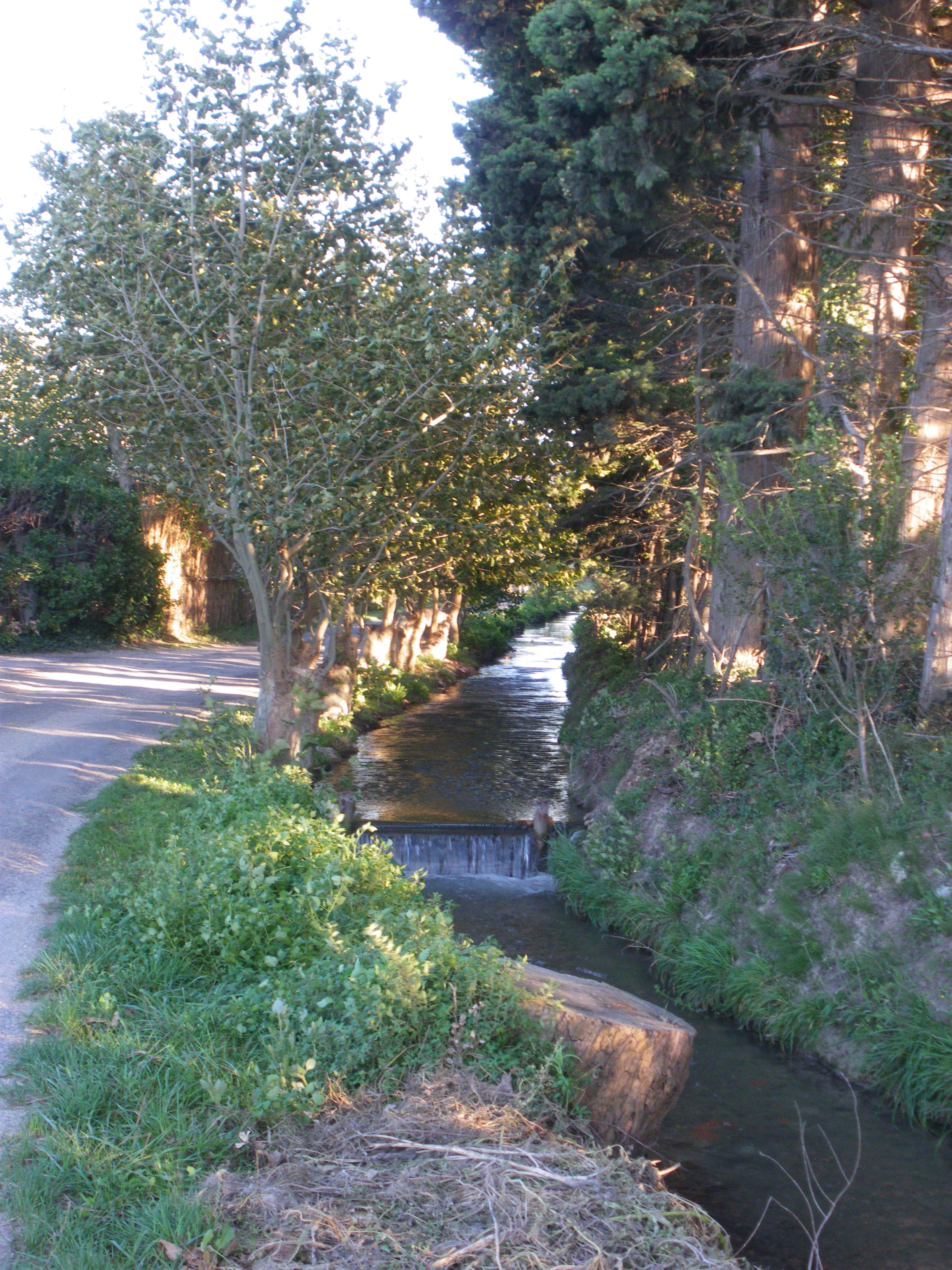
Vue du réal de Monclar.

En 1767, Philippe-Guillaume de Grammont, nouveau seigneur du Thor, voulut empêcher les Thorois d'user de leur droit de pêche dans le réseau des Sorgues. Les consuls l'assignèrent devant le Parlement d'Aix qui le débouta de ses prétentions. Au cours du dernier quart du XVIIIe siècle, les mêmes consuls firent réaliser une prise en maçonnerie sur le bras de la Sorgue de Monclar pour alimenter en eau le Réal de Monclar. Celui-ci s'était substitué à un ancien canal d'irrigation, puisque le Réal de Monclar arrose un quartier dénommé « la Garonne » qui nomme en occitan un canal d'assèchement ou d'irrigation.
Mais, à la veille de la Révolution, des aléas climatiques s'accumulèrent. Ce fut d'abord une pénurie de cocons de vers à soie en 1787, suivie d'une récolte de blé déficitaire l'année suivante, puis d'un hiver glacial en 1788-1789. Avignon vit alors s'effondrer son industrie de la soie. Les fermetures d'ateliers, filatures et manufactures réduisirent les métiers à 473. L'activité repris pourtant dès 1803, année où furent comptabilisés 1 000 métiers. L'apogée fut atteint en 1830 avec 7 000 métiers recensés. Puis ce fut l'irrémédiable agonie à partir de 1848. En 1856, il ne restait plus que neuf fabriques employant 318 ouvriers et seulement deux en 1875 faisant travailler 67 personnes dont 50 enfants.

### Période contemporaine
Pourtant tout au long du XIXe siècle, près de cent cinquante manufactures exploitaient toujours l’énergie motrice fournie par la Sorgue tant en zone rurale qu'en ville (Avignon, le Thor et l'Isle-sur-la-Sorgue). Les roues à aubes actionnaient différents appareillages. dont des moulins à foulon ou à farine, des machines à triturer la garance, à moudre le marc de colza, à filer la laine ou la soie. Elles servaient aussi à l'irrigation des cultures. Et lors de l'apparition du phylloxéra, le docteur Seigle, qui avait introduit au Thor la culture du chasselas, put sauver une partie de ses vignes en les inondant avec l'eau de la Sorgue.
La force hydraulique fut même transformée en force électrique. Ce fut le cas sur la commune du Thor quand, au cours du mois d'octobre 1889, la municipalité, qui avait acquis l'ancienne usine Lajard qui traitait la garance, y fit installer une turbine actionnée par une chute d'eau de 1,30 mètre pour alimenter en électricité la ville.
Une des plus anciennes installations sur la Sorgue est, sans conteste, le moulin Reydier sur la commune du Thor. En fonction depuis 1595, il a eu maintes affectations jusqu'au milieu du XXe siècle. Tout d'abord, moulin à draps au XVIe siècle, il fut ensuite affecté au triturage de la garance, le 30 janvier 1819, puis il devint un moulin à farine en 1860, avant d'être transformé en tannerie et enfin en une usine de foulage et de tissage de la laine. Sa dernière affectation fut celle d'usine à carrelages et à ciment juste après la Seconde Guerre mondiale.
L'Isle-sur-la-Sorgue, dont les nombreuses roues à aubes ont actionné moulins, filatures, papeteries, teintureries, a conservé, même si elle n'utilise plus la force hydraulique depuis longtemps, une fabrique de tapis créée en 1808, et qui commercialise sa production sous le nom de « Tapis d'Avignon »
À Fontaine-de-Vaucluse, les eaux de la résurgence firent d'abord mouvoir des moulins à foulon ou à farine. Puis, les roues à aubes furent utilisées pour fournir de l'énergie à des usines, en particulier des papeteries. La dernière ferma en février 1968 et les municipalités successives firent démolir les bâtiments abandonnés jugés ruineux et hideux. Sur l'emplacement d'une de ces usines désaffectées, a été créé, en 1975, le site de « Vallis Clausa ». C'est la reconstitution d'un moulin à papier du XVe siècle mû uniquement par la force hydraulique.
Six siècles après Pétrarque, une autre grande voix s'éleva pour chanter les eaux de la Sorgue. Natif de l'Isle, René Char, dans un de ses poèmes du recueil Fureur et mystère, rima :
« Rivière des égards au songe, rivière qui rouille le fer,

Où les étoiles ont cette ombre qu'elles refusent à la mer.

Rivière des pouvoirs transmis et du cri embouquant les eaux,

De l'ouragan qui mord la vigne et annonce le vin nouveau.

Rivière au cœur jamais détruit dans ce monde fou de prison,

Garde-nous violent et ami des abeilles de l'horizon.»

### Étymologie
Il serait abusif de proposer une origine latine venant de surgere (sourdre, jaillir). Cet hydronyme a particulièrement été étudié par Charles Rostaing dans son Essai sur la toponymie provençale. Il propose, en fonction des formes anciennes employées par Strabon et Pline, puis des graphies médiévales Sorgilio (907), fluvium Sorgia (1008) et Sorga (1094), une racine pré-indo-européenne *sul-/*sur- avec le suffixe -ga. Cette dénomination se retrouve dans le domaine de la langue d'oc avec Sorga, la rivière Sorgues qui passe à Saint-Affrique, la Fontaine de Sorp (Sorbo, 1270), à Bauduen, aujourd'hui Fontaine-l'Évêque, ainsi qu'en langue d'oïl dans la Nièvre et le Maine-et-Loire.

## Le bassin des Sorgues

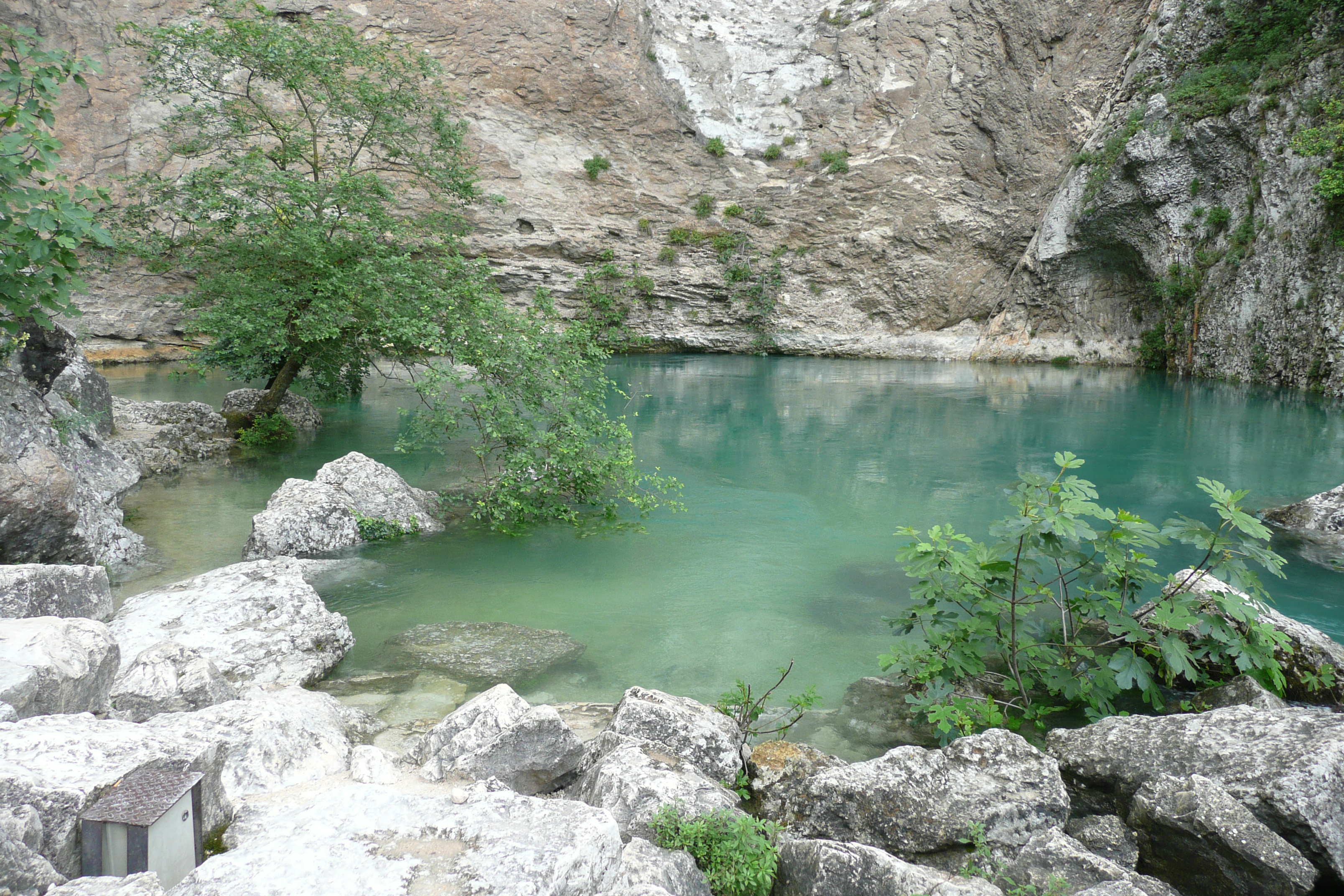
La résurgence de la Sorgue à Fontaine-de-Vaucluse.

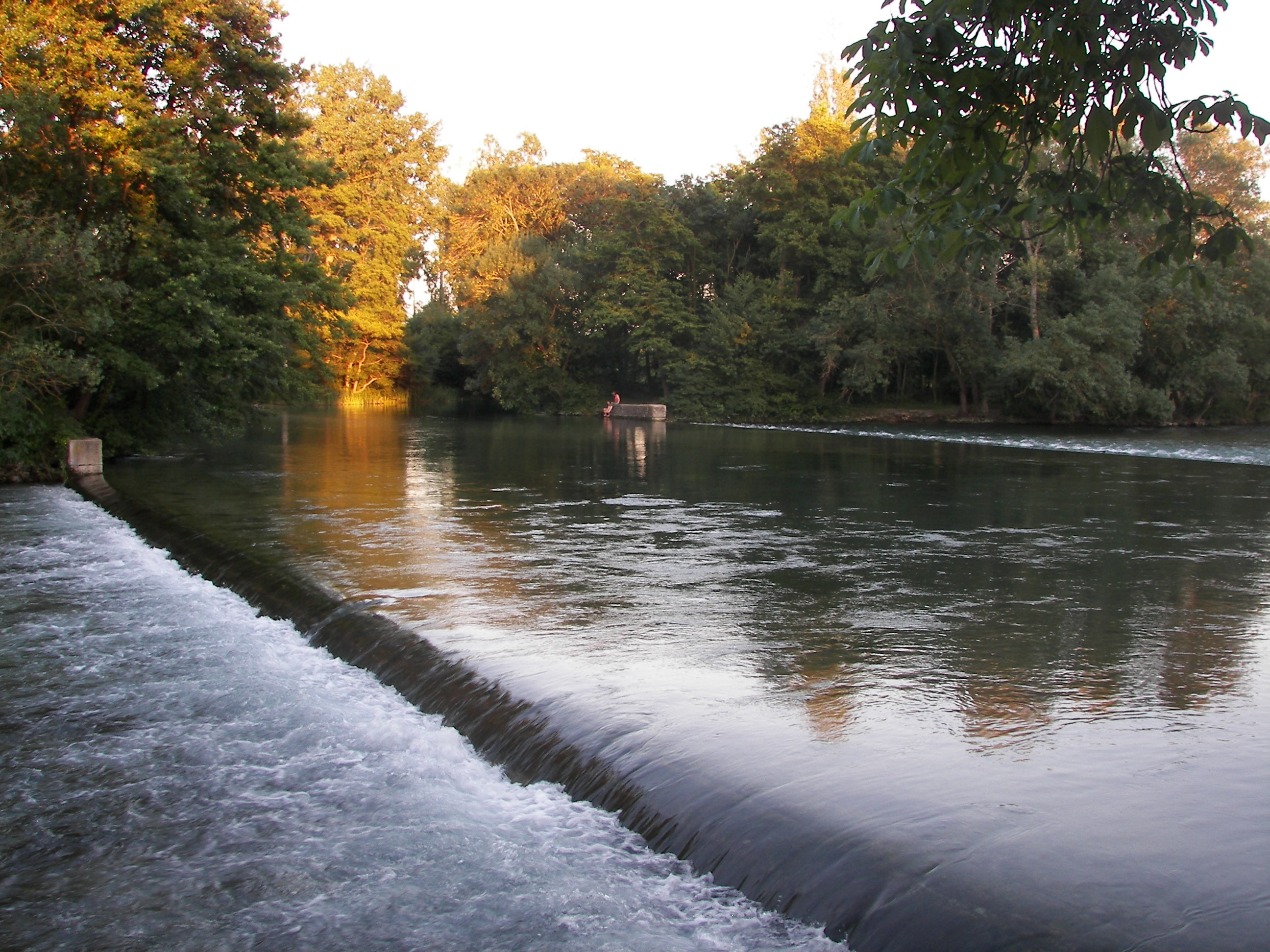
Le partage des Eaux de L'Isle-sur-la-Sorgue.

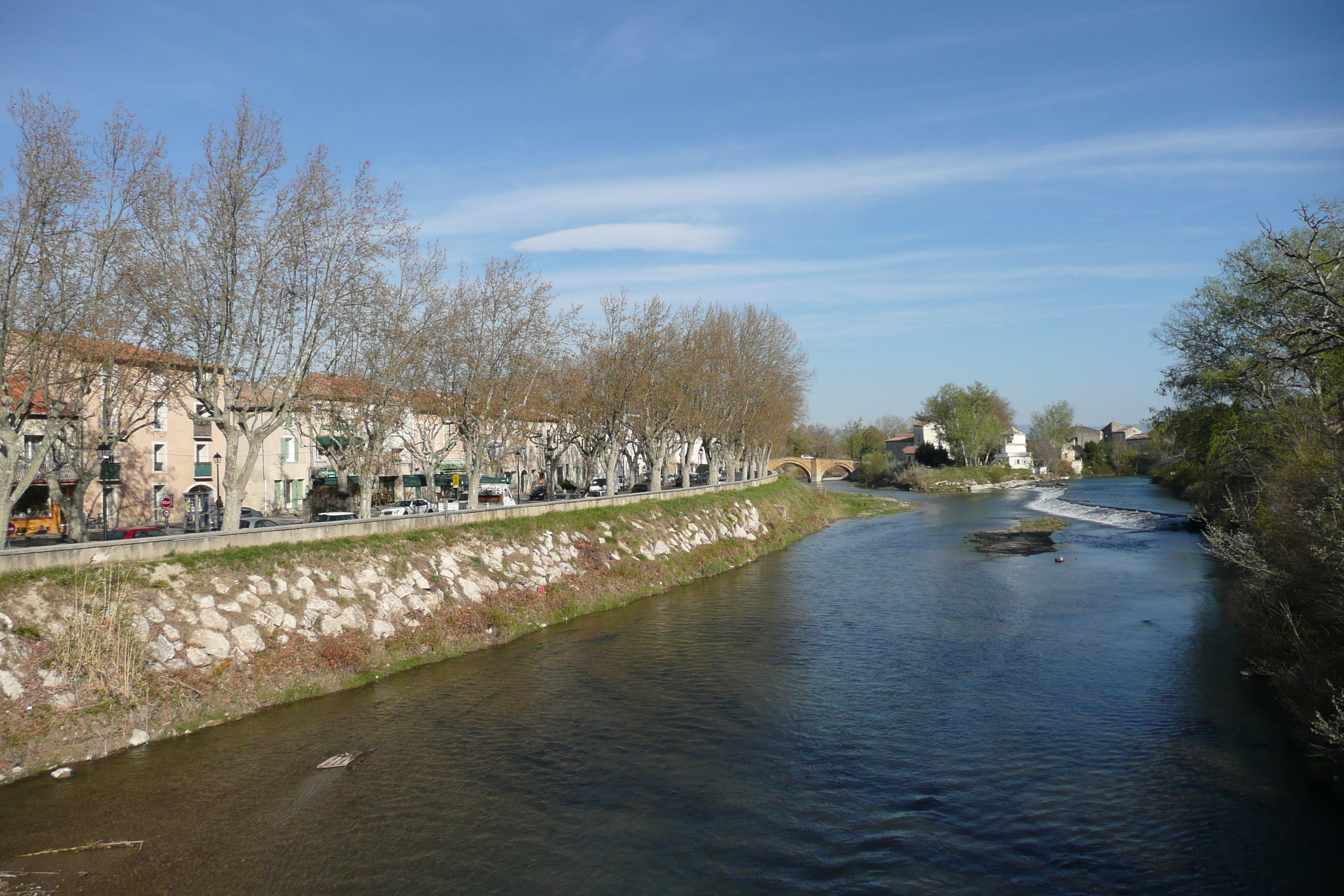
Confluent de la Sorgue et de l'Ouvèze à Bédarrides.

### La source
La source de la Sorgue est la résurgence de la Fontaine de Vaucluse, la plus grosse de France et la cinquième du monde.

### Le partage des eaux
Ce site est situé sur la commune de L'Isle-sur-la-Sorgue. C'est le lieu où la Sorgue se sépare en deux bras qui prennent le nom de Sorgue de Velleron et Sorgue d'Entraigues.

### Sorgue de Velleron
Ce bras, entre le partage des eaux et Velleron, se subdivise en Sorgue du Pont de la Sable, puis en Sorgue du Moulin-Joseph qui communique avec la Sorgue de Velleron par la Sorgue du Travers. Après Velleron, nouvelle subdivision avec le canal de Ginestou qui encercle le canal du Moulin de la Ville. Un peu en amont du Pont de l'Avocat, la Sorgue de la Faible, se dirige vers la Sorgue d'Entraigues qu'elle rejoint à Trévouze.

### Sorgue d'Entraigues
Elle prend d'abord le nom de Sorgue de L'Isle au partage des eaux, et se divise en trois bras à l'entrée de l'Isle-sur-la-Sorgue. Les deux premiers encerclent la ville, le troisième ou Sorgue de Monclar devenu Réal de Monclar après le pont de la départementale 31 passe au pied de Thouzon avant de rejoindre la Sorgue d'Entraigues. Celle-ci, avant Le Thor, s'est subdivisée en Sorgue des Moulins puis à la sortie de la ville en Réal des Dominicains et Sorgue du Trentin. Sur son cours, à la Prise du Prévôt (ou Prise des Dames), une nouvelle déviation, la Rode, qui rejoint cette Sorgue juste en aval du pont de la départementale 38.
Sorgue de Velleron et Sorgue d'Entraigues confluent peu avant Bédarrides pour se jeter dans l'Ouvèze.

### Canal de Vaucluse

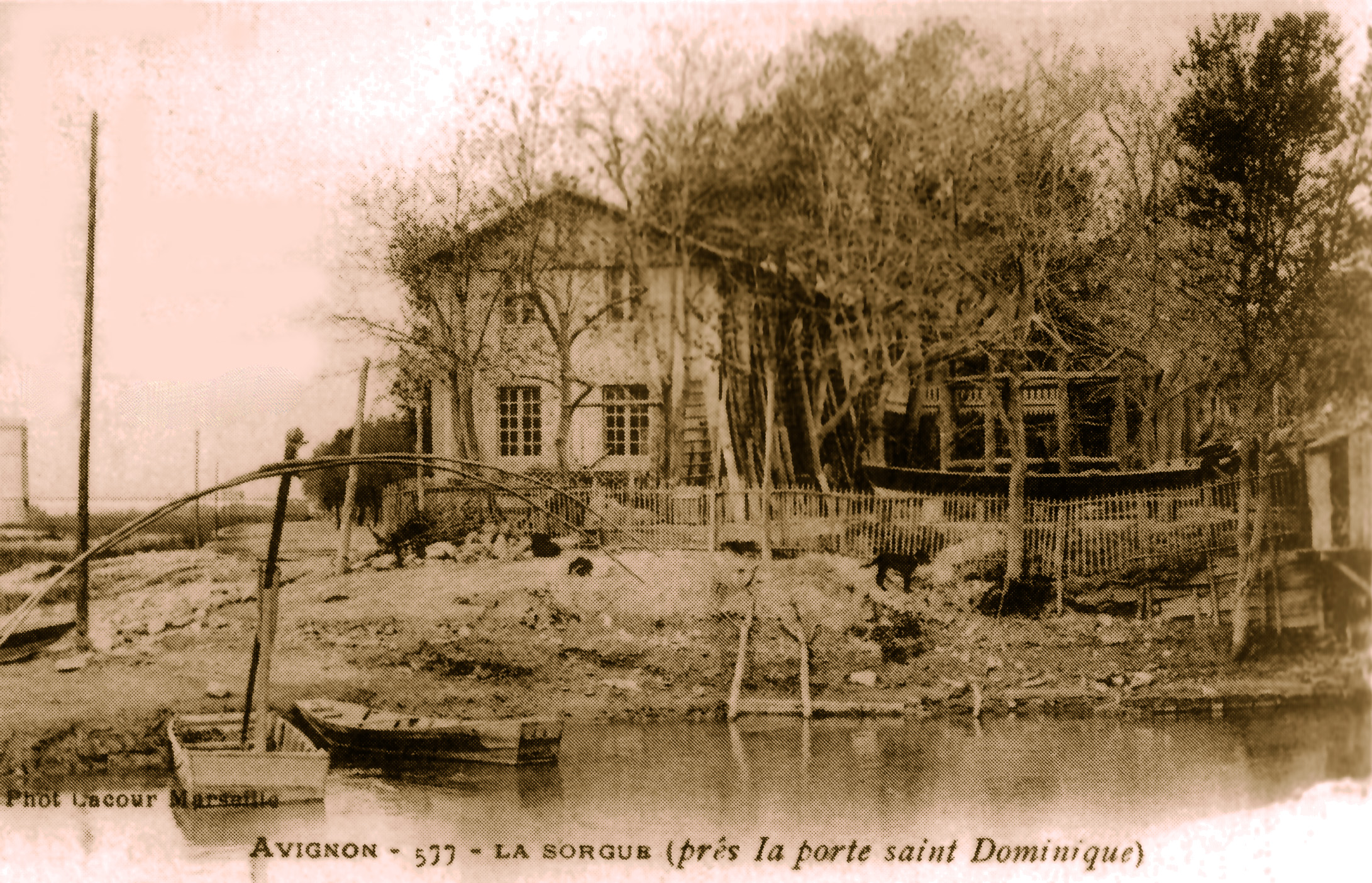
La Sorgue près de la porte Saint-Dominique.

Ce canal, qui fait partie du réseau des Sorgues, prend son cours aux « Sept Espassiers », sur la Rode. Il est doublé, peu après la sortie du Thor, par le Canal de Gadagne, qui le rejoint en amont de Saint-Saturnin-lès-Avignon. Arrivé au niveau du partiteur d’Eyguilles, près du Lycée professionnel de Vedène, le canal se subdivise en deux bras. Le premier, long de 11 kilomètres, traverse Le Pontet et, via Réalpanier et Pont-des-deux-eaux, rejoint Avignon où il pénètre par la Tour du Saint-Esprit ou Tour de la Sorguette. Le canal se jette ensuite souterrainement dans le Rhône au sud des allées de l’Oulle, près de la Porte Saint-Dominique. Le second, d’une longueur de 4 km, traverse la ville de Sorgues avant de se déverser dans l’Ouvèze au niveau du quartier de Pontillac.

### La rue des roues
C'est le nom que donnent tous les Avignonnais à cette artère où coule la Sorgue tant la mémoire collective a gardé le souvenir des 23 roues à aubes qui y furent en activité. Entre le XVe siècle et le XIXe siècle, elles fournirent en énergie toute une industrie textile liée à la soie et à la laine. Son nom récent de rue des Teinturiers est dû à l'installation de cette profession qui utilisait l'eau pure de la Sorgue pour laver ses étoffes.

Les différentes Sorgues
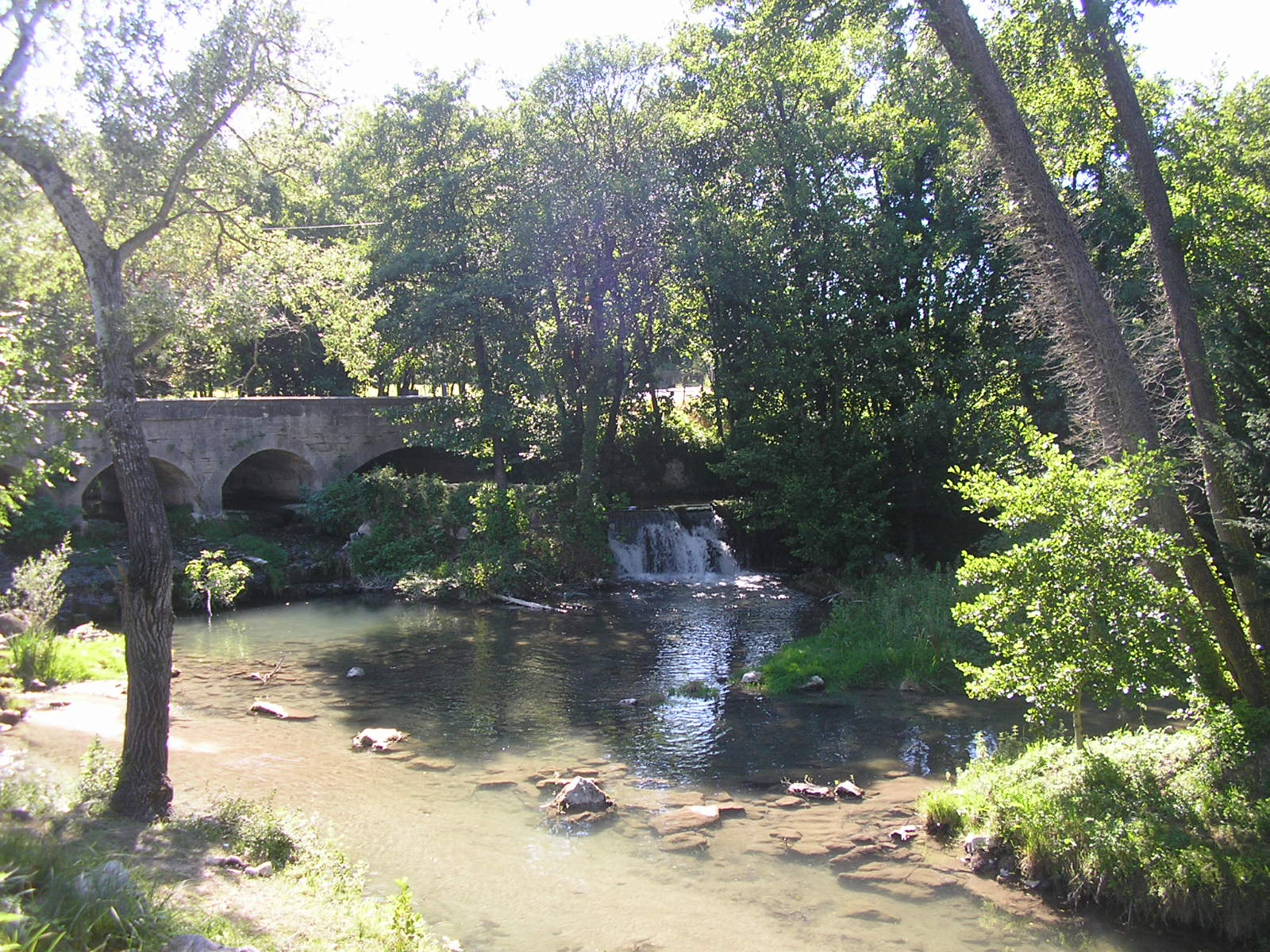
La Sorgue de Velleron.
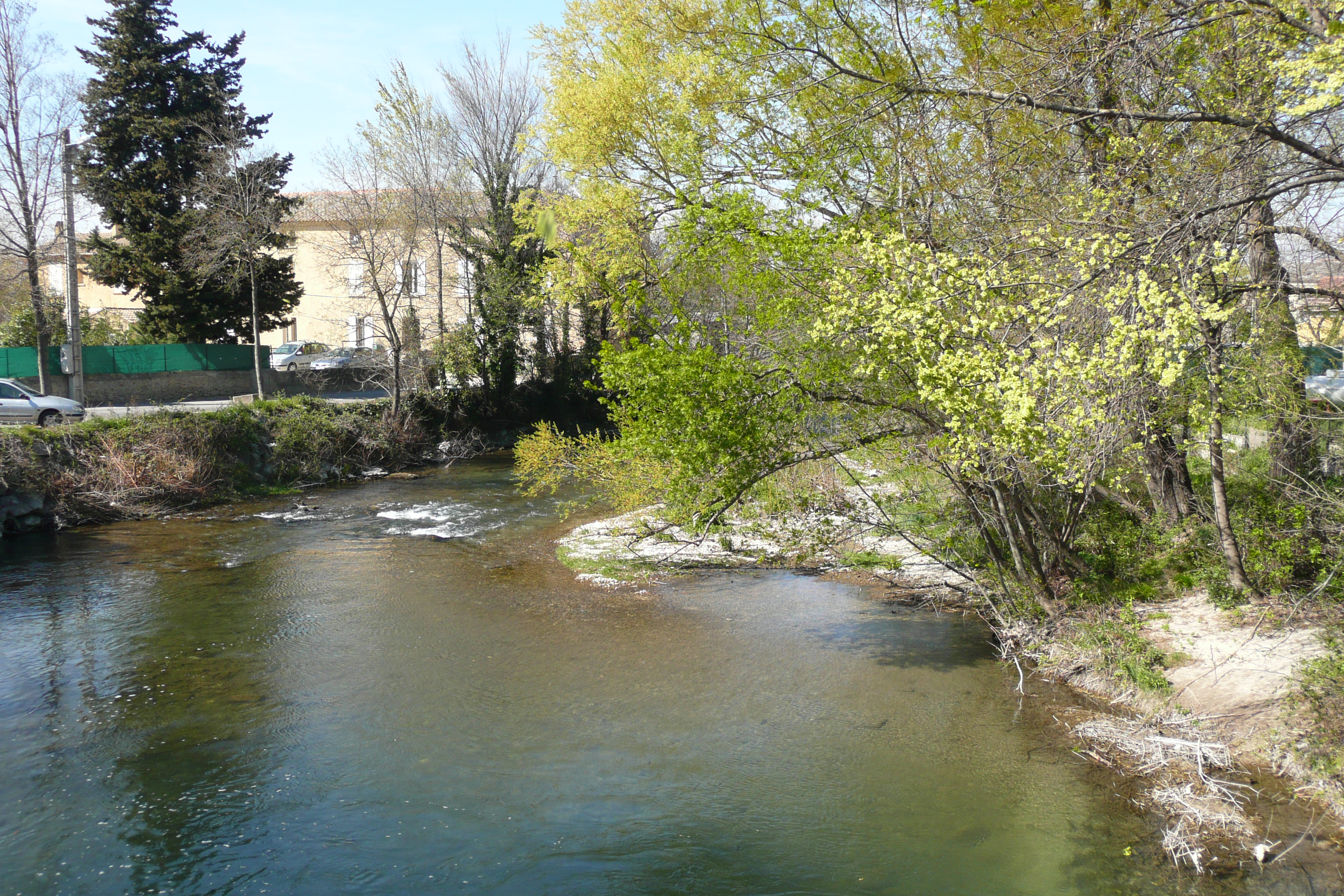
La Sorgue d'Entraigues.
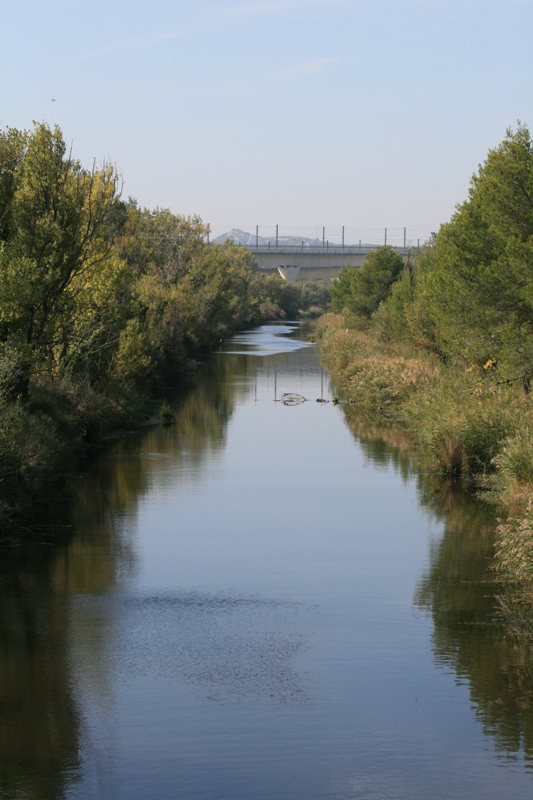
Le canal de Vaucluse.
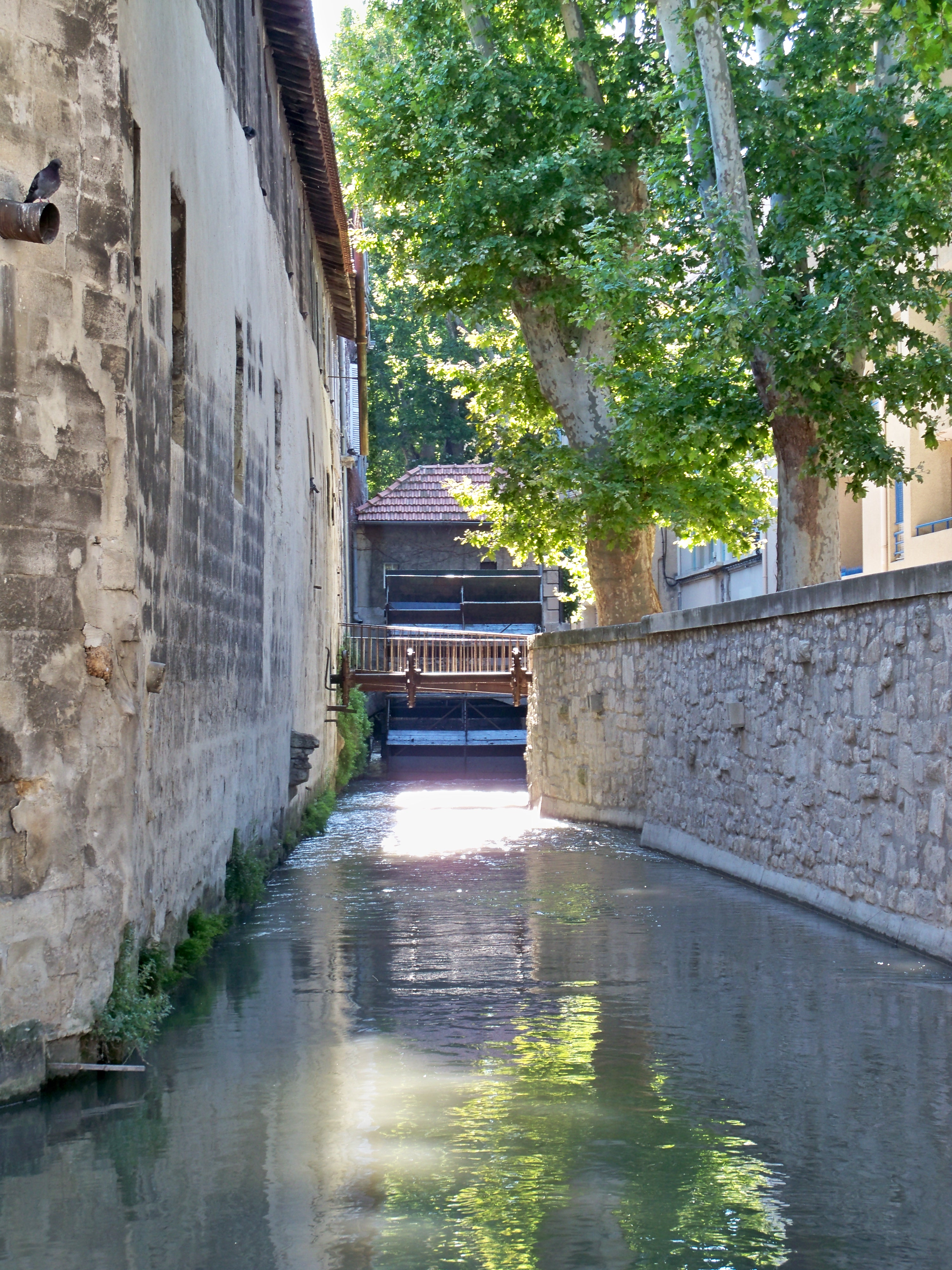
La Sorgue, rue des Teinturiers.

## Hydrologie

### Débit moyen mensuel
Le débit de la rivière est de type pérenne, régime atypique en zone méditerranéenne. Sa moyenne est de 17,8 m3/s et sa variation n'est que de + 5,90 m3/s pour les plus hautes eaux, en mars, pour atteindre - 9,41 m3/s pour les plus basses au mois de septembre.

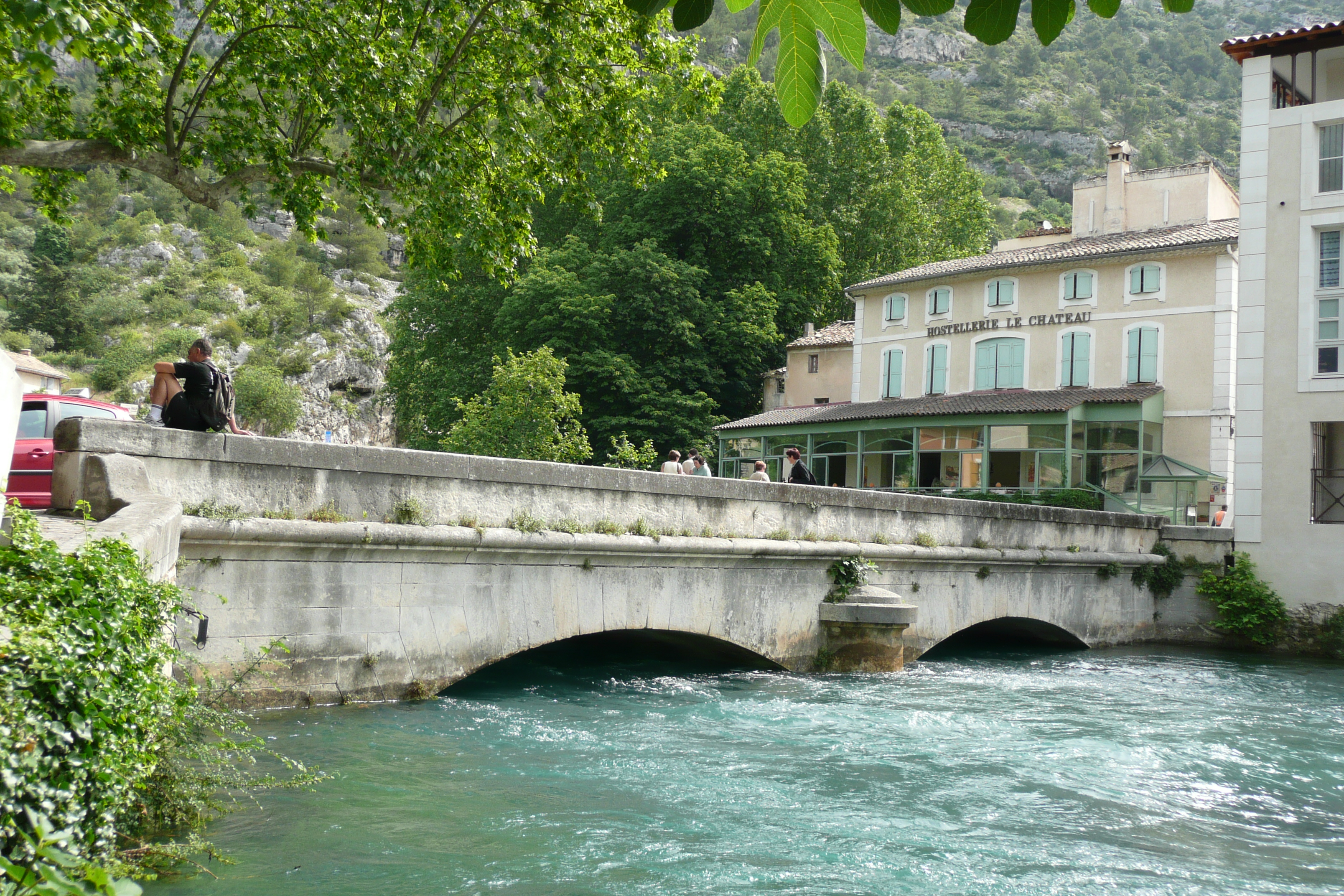
Crue de la Sorgue le 31 mai 2008.

### Les inondations
Elles restent exceptionnelles tant par la géographie du bassin des Sorgues que par le régime de la rivière et de ses bras. Il existe toutefois diverses occasions où l'on peut parler d'inondations pour la Sorgue. Ce sont des montées des eaux de type fluvial, avec des vitesses d'écoulement faibles qui mettent plus en danger les biens que les personnes. Elles se différencient totalement des crues de type torrentiel qui affectent les autres rivières méditerranéennes.

## Économie
Les communes ont confié la gestion de ce cours d'eau non domanial à trois syndicats de rivière locaux, qui sont fédérés au sein du Syndicat Mixte du Bassin des Sorgues.

### Tourisme, sports et festivités

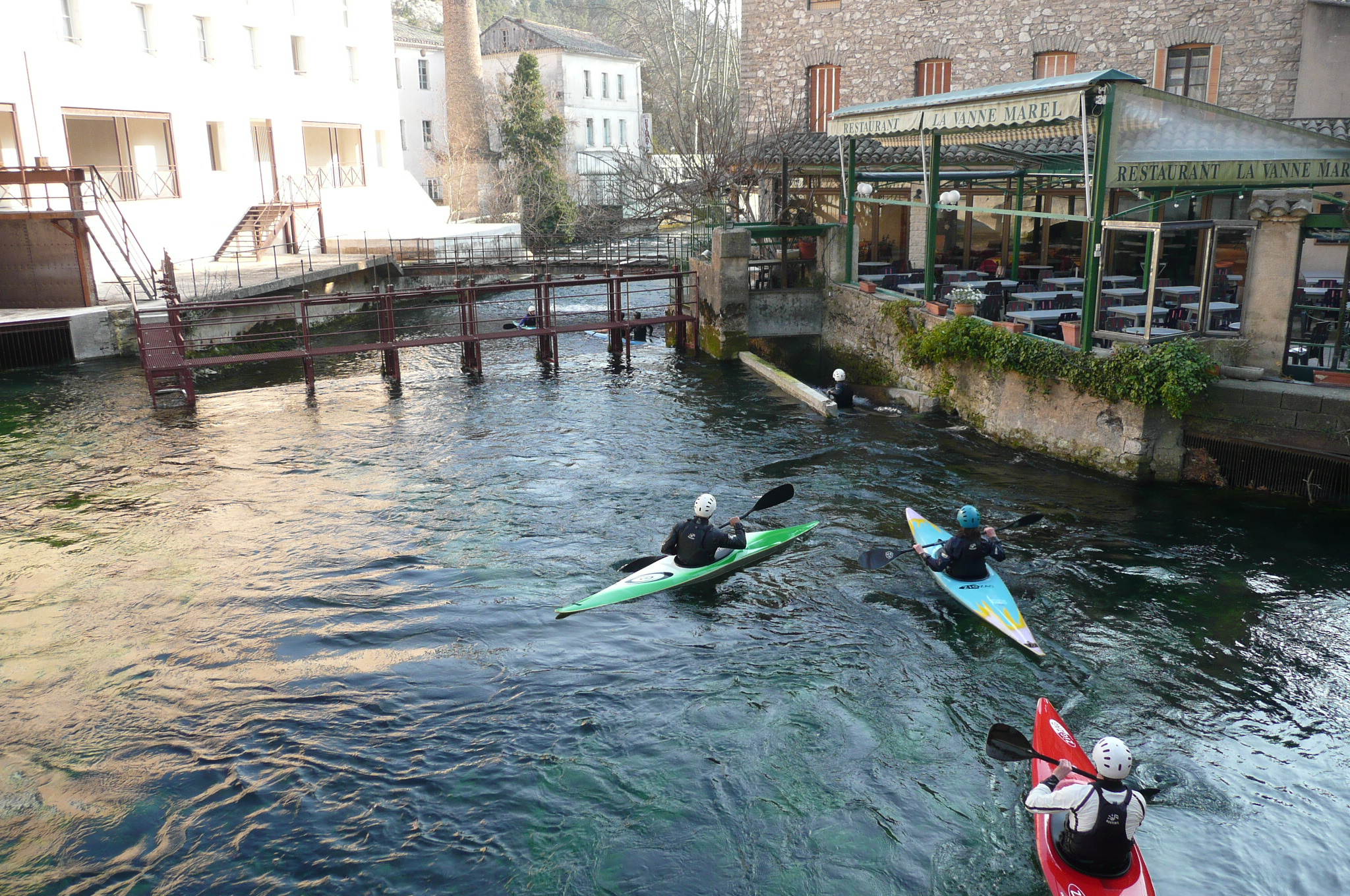
Kayakistes sur la Sorgue.

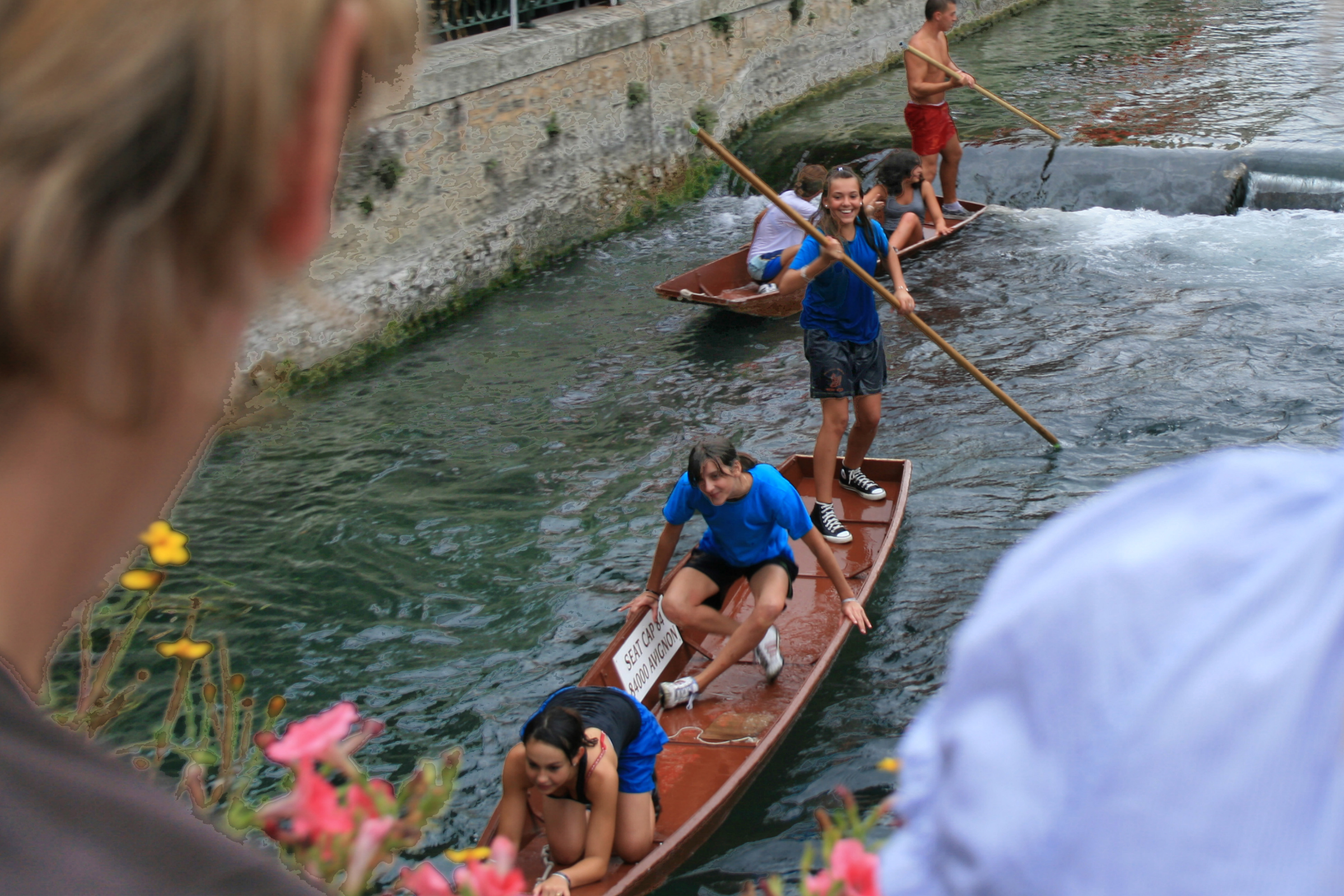
Course de nego-chins.

Actuellement, sur la rivière se développent de nombreuses activités sportives, touristiques et artistiques. Sur son parcours, surtout vers ses débuts, l'on trouve plusieurs centres de canoë-kayak. L'embarcation traditionnelle des pêcheurs des Sorgues a profité, quant à elle, de ce renouveau. Des circuits de découverte sont régulièrement organisés et, pour les passionnés, chaque année, est même organisé un championnat du monde.
Chaque année, au mois de juillet, lors de la fête votive, les l'Islois organisent un corso nautique sur la Sorgue, le long des quais.

### Ouvrages hydrauliques
Historiquement, il y avait de nombreuses roues à aubes pour les minoteries, les usines à garance et les moulins à papier sur son trajet.
De nos jours, sur son parcours, on dénombre plus d'une centaine d’ouvrages hydrauliques. Leur usage peut aller de l'irrigation à l'alimentation d'une centrale hydro-électrique, les plus importants ont un rôle structurant pour la rivière.

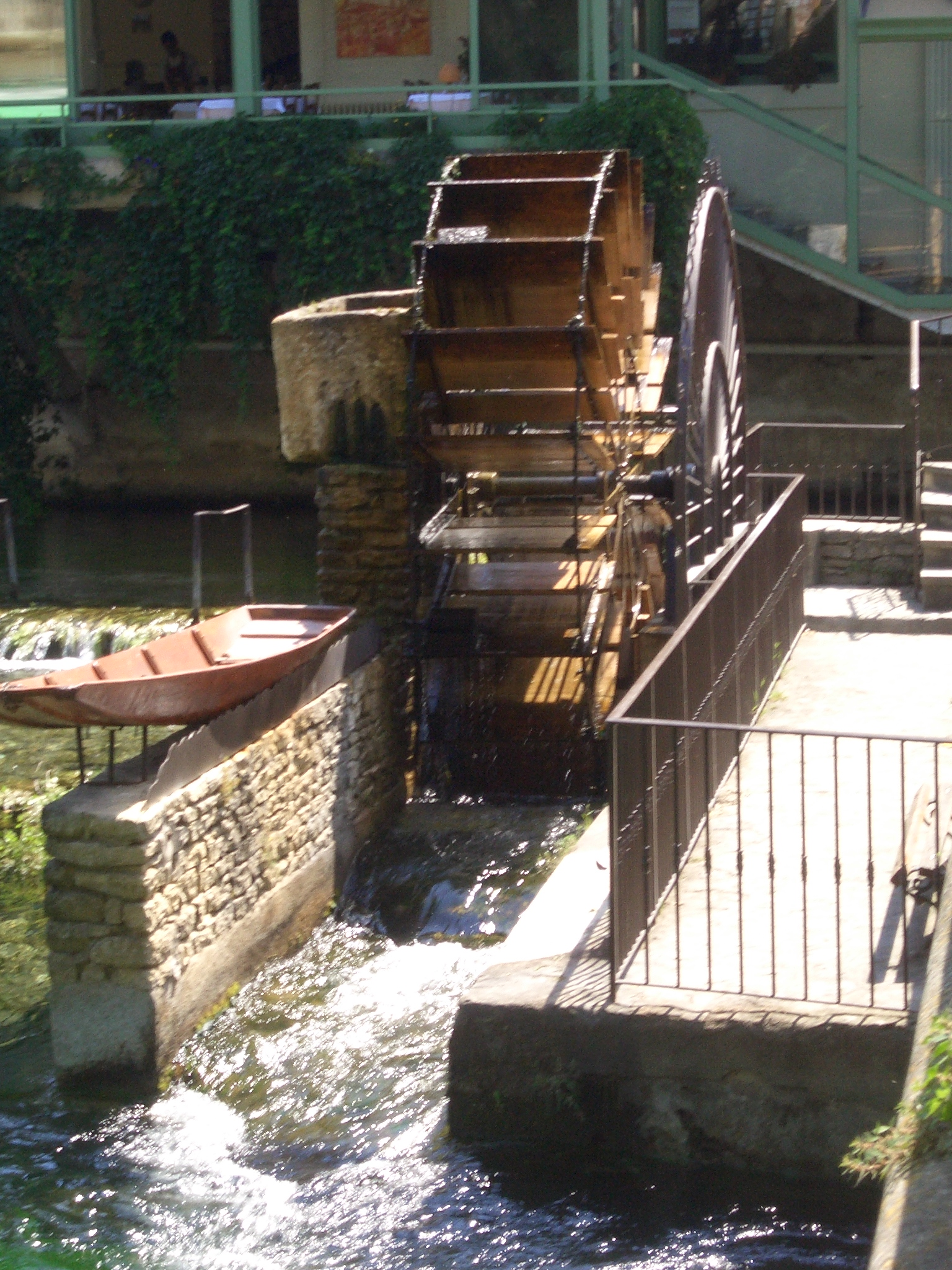
Roue à aubes en activité.
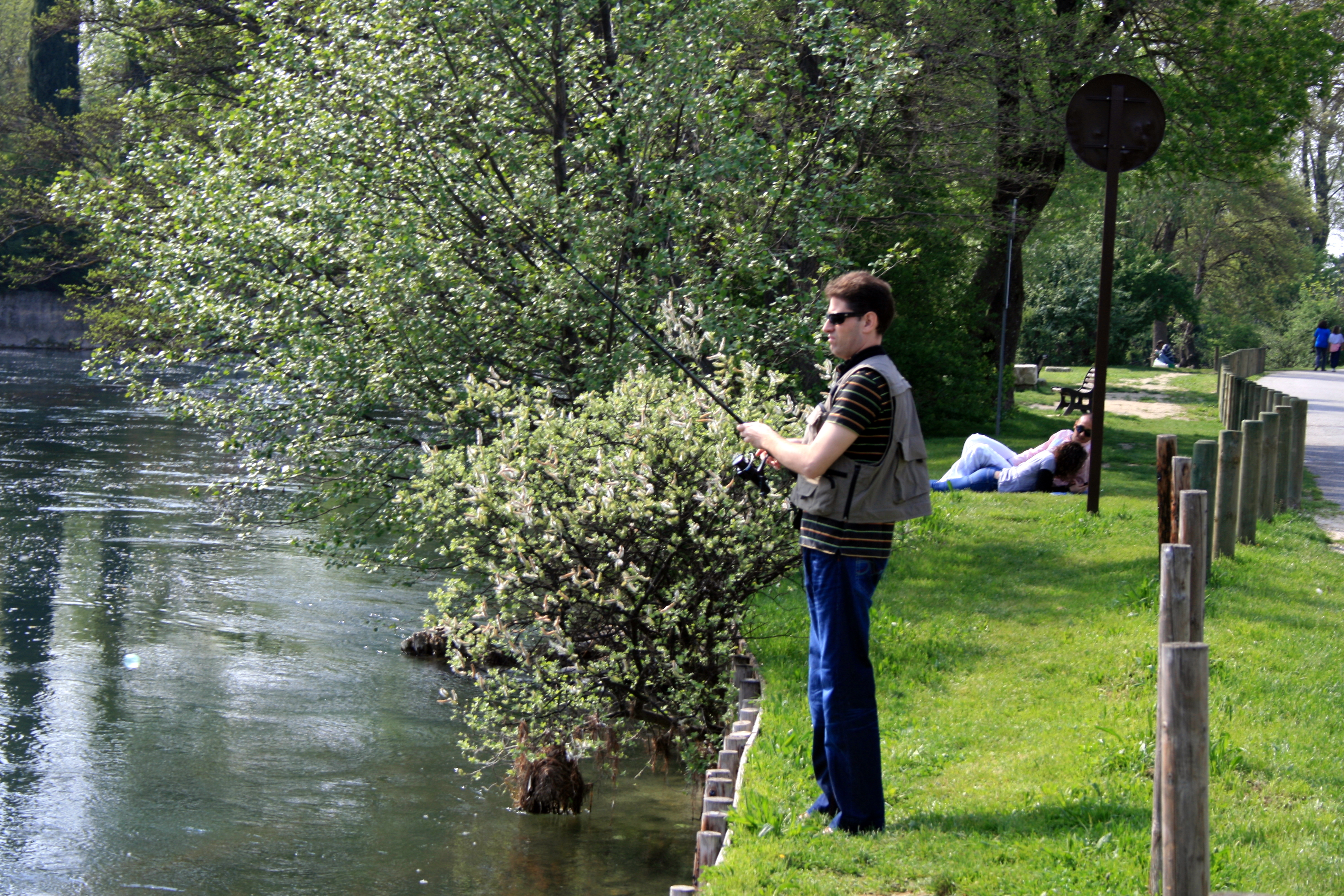
Pêcheur à ligne à L'Isle-sur-la-Sorgue.
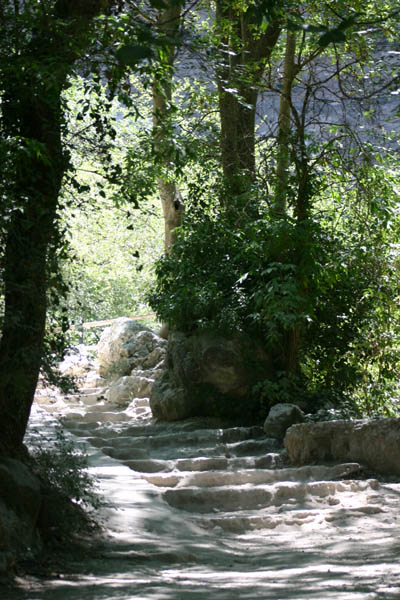
La variété de la ripisylve de la Sorgue.

## Faune et flore

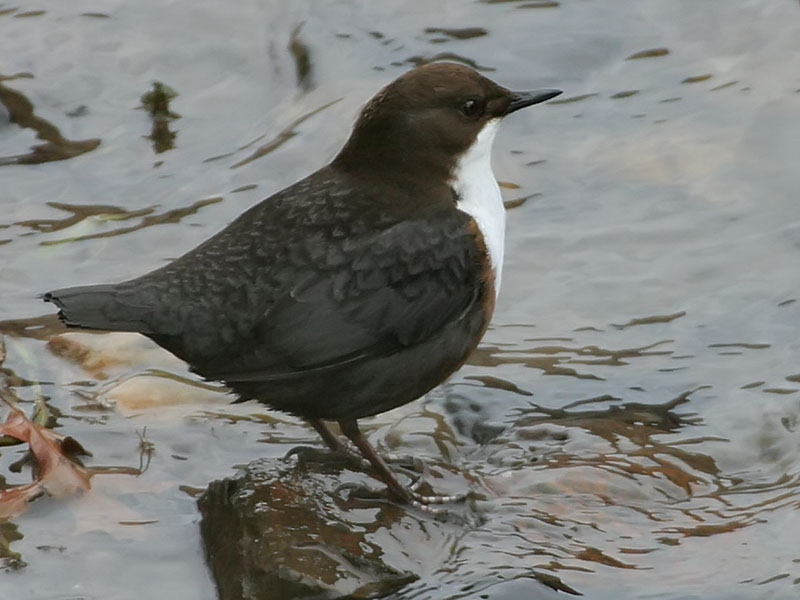
Cincle plongeur.

Parmi la faune, l'on trouve poissons (carpes, ombres, truites, brochets, …), castors, cent cinquante-huit espèces d'oiseaux dont le martin-pêcheur d’Europe, le cincle plongeur, le percnoptère d'Égypte, des rapaces forestiers, etc. et une grande variété d'insectes terrestres et aquatiques.
La végétation, le long des rives, est atypique en région méditerranéenne. Cette ripisylve, grâce au débit important de la rivière, présente une croissance rapide jointe à une grande variété des espèces et des essences. Le long des berges, l'on trouve : l’aulne glutineux, le frêne oxyphile, l'orme, le peuplier blanc et le peuplier noir, les saules blancs, cendrés et pourpres, le noyer, le chêne pédonculé et le noisetier. Cette variété arbustive n'est rencontrée, généralement, qu'à des latitudes plus élevées. Si elle existe ici, c'est que l'importance de la résurgence amortit les variations climatiques extrêmes (orages/sécheresse) et permet la croissance d'essences à « bois durs » comme ormes, frênes et aulnes.
Dans le lit se trouvent diverses variétés de plantes aquatiques, dont la berle (berula eructa), l'ache nodiflore (apium nodiflorum), le potamot pectiné (potamogeton pectinatus) et la renoncule aquatique (ranunculus flutantis).

### Le cas du platane
Par sa présence massive, c'est la plus importante essence « artificielle » des berges des différentes Sorgues. Il est aujourd'hui atteint par le chancre coloré, un champignon qui attaque les platanes locaux et qui est apparu pour la première fois à Marseille, en 1944, lors du débarquement de Provence, à partir des caisses de munitions venues des États-Unis, dont le bois transportait ce champignon.
Provoquant une maladie jusqu'à maintenant incurable, le chancre coloré est apparu dans le bassin des Sorgues au tout début des années 1980. De progression lente, il a été apporté par des engins de terrassement et une première campagne d'abattage des arbres atteints fut entreprise en 1985 à Bédarrides, Monteux et Entraigues-sur-la-Sorgue. Elle ne fut pas suffisante puisque depuis 1998, le Syndicat mixte a dû faire abattre 15 000 platanes infectés au rythme de 1 500 à 2 000 par an.
Cette hécatombe a contraint à mettre en place une politique de reboisement très différenciée selon les milieux. En milieu rural, le choix s'est porté sur une régénération naturelle des espèces. Cela a permis de voir se développer une grande diversité d'essences et d'assister à la croissance rapide d'une nouvelle végétation. En milieu urbain, c'est le reboisement qui a été choisi permettant une revégétalisation plus rapide et sélective.

## Site Natura 2000
La Sorgue est inscrite dans le réseau européen Natura 2000. Le site couvre 2 500 hectares et s'étend sur 15 communes.